# Lüssel
Die Lüssel (mundartlich d Lüssle) ist ein rund 20 km langer rechter Nebenfluss der Birs in den Schweizer Kantonen Basel-Landschaft und Solothurn. Sie entwässert einen rund 54 km² grossen Abschnitt des nördlichen Faltenjuras und gehört zum Einzugsbereich des Rheins. Die Lüssel ist durch ein pluviales Abflussregime geprägt.

## Name
Die Lüssel findet sich zuerst 1406 als an der Lüsselen, 1417 uff der Lüßel und 1418 super fluvio … Lüchsel bezeugt. Für den Namen gibt es zwei Deutungsmöglichkeiten: eine, die auf germanisch *Leuh-s-inō zurückgeht, und eine, die aus keltisch *Leukselā hervorgegangen ist. In beiden Fällen liegt die indogermanische Wurzel *leuk ‚leuchten, licht‘ vor, sodass der Name in jedem Fall ‚Weisswasser‘ oder ähnlich bedeutet.

## Geographie

### Verlauf
Das Quellgebiet der Lüssel befindet sich auf dem Gemeindeboden von Lauwil im Kanton Baselland auf rund 1000 m ü. M. im Gebiet des Passwangs. In ihrem Oberlauf fliesst die Lüssel nach Westen durch das Bogental, das im Süden vom Passwang, im Norden vom Geitenberg flankiert wird. Sie bildet bei der Hofsiedlung Bogental einen Weiher. Bald danach strömt sie durch eine schmale Schlucht (Chessiloch) und tritt dabei auf Solothurner Kantonsgebiet über. Nun fliesst die Lüssel durch das enge, tief in die Juraketten eingeschnittene Tal von Beinwil. Von beiden Seiten erhält sie dabei Wasser durch verschiedene kurze Nebenbäche, welche dem Gebiet eine stark gekammerte Struktur verleihen. Enge Durchbrüche durch das harte Kalkgestein wechseln sich in rascher Folge mit Talweiten, die durch die Ausräumung der weicheren Ton- und Mergelschichten entstanden sind.
Kurz vor Erschwil beschreibt die Lüssel einen scharfen Bogen und wendet sich nach Norden. Sie durchquert dabei den Talkessel von Erschwil, bevor erneut eine Talenge zwischen den Höhen von Chienberg und Lingenberg folgt, welche von der Ruine Neu-Thierstein beherrscht wird. Danach tritt die Lüssel in das Laufener Becken ein, das sie von Süden nach Norden in einer breiten Talmulde quert. Unterhalb von Breitenbach erreicht sie wieder das Gebiet des Kantons Baselland. Bei Zwingen am Südfuss der Blauenkette mündet sie auf 335 m ü. M. in die Birs.

### Einzugsgebiet
Das 12,4 km² grosse Einzugsgebiet des Erzbachs liegt am südöstlichen Rand des Juragebirges und wird durch ihn über die Birs und den Rhein zur Nordsee entwässert.
Es grenzt
- im Osten an das Einzugsgebiet des Ibachs, der in die Birs mündet;
- im Südosten an das der Frenke, die über die Ergolz in den Rhein entwässert;
- im Süden an das des Ramiswiler Bachs, der über die Dünnern und die Aare in den Rhein entwässert;
- im Südwesten an das des Scheltenbachs, der in die Birs mündet und
- im Westen an das des Wahlenbachs, der ebenfalls in die Birs mündet.

Das Einzugsgebiet besteht zu 48,7 % aus bestockter Fläche, zu 43,3 % aus Landwirtschaftsfläche, zu 7,7 % aus Siedlungsfläche und zu 0,4 % aus unproduktiven Flächen.
Die mittlere Höhe des Einzugsgebiets beträgt 691,9 m ü. M..

### Zuflüsse
Von der Quelle des Vogelbergbachs zur Mündung. Auswahl.
- Geitenbach, von rechts
- Bogenthalbach, von rechts bei Lauwil-Bogenthal
- Chessilochbach, von links gegenüber Beinwil-Birchmatt
- Rossbodenbach, von rechts
- Langmättlibach, von rechts
- Chollochbach oder Sigbach oder Hinter Birtisbach, von rechts bei Beinwil-Glashütte
- Buechenbach, von links gegenüber Beinwil-Neuhüsli
- Trumbach, von rechts
- Grittbach, von links
- Rattisbach, von links bei Beinwil-Schachen
- Schwangbach, von links bei Beinwil-Schachen
- Pächgraben, von rechts
- Häxengraben, von rechts vor dem ehemaligen Kloster von Beinwil
- Schattengraben, von links
- Windengraben oder Wingengraben, von links vor Beinwil-Joggenhus
- Joggenhusgraben, von rechts
- Schlettgraben, von links bei Beinwil-Bachmättli
- Möschbach, von rechts bei Beinwil-Sonnenhalb
- Stelzenägertebach, von rechts
- Stelzenägertegraben, von rechts
- Hinterer Forstgraben, von links
- Vorderer Forstgraben, von links
- Hammerbergbächli, von links
- Hammerrainbächli, von links
- Schemelgraben, von links vor Erschwil
- Morbach, von rechts
- Schliffengraben, von links in Erschwil
- Holbachgraben, von links in Erschwil
- Hinterkenlengraben, von rechts
- Illbach, von links in Erschwil
- Chapfbächli, von rechts
- Chesselgraben, von rechts nach Erschwil an der Gemeindegrenze zu Büsserach
- Birgelbächli, von links
- Wölfisbächli, von links bei Büsserach-Ziegelhütte
- Graben Blumengarten, von rechts
- Unterer Nidergraben, von rechts kurz nach der Büsseracher Gemeindegrenze in Breitenbach
- Rütenenbach, von rechts in Breitenbach
- Fridolinsbächli, von links
- Ilsenbach, von rechts in Breitenbach

## Hydrologie
Bei der Mündung der Lüssel in die Birs beträgt ihre modellierte mittlere Abflussmenge (MQ) 750 l/s. Ihr Abflussregimetyp ist pluvial jurassien und ihre Abflussvariabilität beträgt 24.

## Natur und Umwelt
Der Unterlauf der Lüssel wurde auf einigen Strecken korrigiert und teilweise begradigt. Entlang des Mittel- und Oberlaufs sind noch weite Teile in naturnahem oder natürlichem Zustand erhalten.

## Verkehr
Durch das Lüsseltal verläuft die Passwangstrasse, die eine wichtige Verbindung zwischen dem Laufental und dem Schweizer Mittelland herstellt.